# Bateria da Praia dos Anjos
A Bateria da Praia dos Anjos localizava-se num promontório rochoso (o morro da Fortaleza) entre a praia do Forno e a praia dos Anjos, na atual cidade de Arraial do Cabo, no litoral norte do estado brasileiro do Rio de Janeiro.

## História
SOUZA (1885), a propósito do Forte de São Mateus do Cabo Frio cuja defesa complementava, cita o Relatório do General Antônio Eliziário (Tenente-general graduado Antônio Elzeário de Miranda e Brito) de 1841, que relaciona esta bateria, artilhada com quatro peças. Também conhecida como Luneta do Sururu (op. cit., p. 112) ou Fortaleza do Marisco, tratava-se de um pequeno posto de vigia em posição dominante da enseada dos Anjos e do ancoradouro na praia do Forno, constituido por parapeitos de alvenaria de pedra e cal em forma de "V", com uma pequena Casa da Pólvora protegida por uma parede dupla. A sua defesa era complementada por outro posto de vigia que lhe era oposto, no topo do morro da Atalaia, batendo o Oceano Atlântico.
Em conjunto, essas estruturas tinham a função de observação dos navios em trânsito naquele litoral de, e para, o porto do Rio de Janeiro, dando aviso da passagem dos mesmos.
BERANGER (1993) localiza esta estrutura no morro da Fortaleza, informando que na década de 1960 encontrava-se nos alicerces, subsistindo três das suas peças de artilharia. A quarta peça ornamentava uma residência particular na praia do Anjo (op. cit., p. 64).
Encontra-se relacionada como "Sururu" entre as defesas do setor Norte ("Fortificações de Cabo Frio") no "Mapa das Fortificações e Fortins do Município Neutro e Província do Rio de Janeiro" de 1863, no Arquivo Nacional (CASADEI, 1994/1995:70-71).
Desaparecida em data ignorada (os seus vestígios não se encontram assinalados ou protegidos no morro da Fortaleza), em 2005 desenvolviam-se estudos para a sua prospecção arqueológica, visando o seu aproveitamento turístico por parte da Prefeitura Municipal de Arraial do Cabo. Uma antiga peça de artilharia, proveniente de um navio afundado na região, pode ser observada à entrada do Centro Cultural Manoel Camargo, no centro de Arraial do Cabo.